# 贾玛清真寺 (南部)
贾玛清真寺（英語：Jama Masjid）为印度孟买卡勒巴德维地区的一座清真寺。始建于1775年，后延期至1778年建设，并于1802年落成。